# Meteorologiåret 1940

## Händelser

### Januari
- 11 januari – I Siedlce, Polen uppmäts temperaturen −41.0 °C (−41.8 °F), vilket blir Polens lägst uppmätta temperatur någonsin [1].
- 16 februari – I Miskolc, Ungern uppmäts temperaturen −35.0 °C (−31.0 °F), vilket blir Ungerns lägst uppmätta temperatur någonsin [2].
- 17 januari
  - I Slavnom, Vitryska SSR, Sovjetunionen uppmäts temperaturen −42.2 °C (−44.0 °F), vilket blir Vitrysslands lägst uppmätta temperatur någonsin [3].
  - I Jõgeva i landskapet Jõgevamaa, Estland uppmäts temperaturen −43.5 °C (−46.0 °F), vilket blir Estlands lägst uppmätta temperatur någonsin [4].
- 20 januari
  - Europa drabbas av en köldvåg där Themsen fryser till is för första gången sedan 1890 och snö faller på Rivieran [5].
  - I Lessedalen i Rochefort, Belgien uppmäts temperaturen −30.1 °C (−22.2 °F), vilket blir Belgiens lägst uppmätta temperatur någonsin [6].
- 21 januari - I Rhayader, Powys i Wales, Storbritannien uppmäts temperaturen - 23.3 (9.9 °F), vilket blir Wales lägst uppmätta temperatur någonsin [7].

### Februari
- 20 februari
  - Med -37.9 °C på Norrköpings flygplats i Sverige uppmäts köldrekord för Östergötland [8].
  - Med - 34,0 °C i Kinnared, Sverige uppmäts köldrekord för Halland [9].
  - I Bie, Sverige uppmäts - 35,0 °C [10].

### Mars
- 27-29 mars - En isstormar härjar i östcentrala Minnesota, USA [11].

### April
- April - I Sverige faller rekordlite nederbörd för april i Västervik-Gladhammar, 4,9 millimeter [12].
- 2-5 april - En isstorm härjar i Minnesota, USA [11].

### Augusti
- 20 augusti – I Alexander Gaj, Ryska SSR, Sovjetunionen uppmäts temperaturen + 43.8°C (110.8°F), vilket blir Rysslands dittills högst uppmätta temperatur någonsin (övriga Sovjetrepubliker ej medräknade) [13].

### September
- September - Med medeltemperaturen -4,4 °C upplever Fanaråken Norges kallaste septembermånad någonsin [14].

### November
- November - 229,6 millimeter nederbörd faller över Indre Matre Norge vilket innebär norskt dygnsnederbördsrekord [15].
- 11 november - Minnesota, USA drabbas av en svår snöstorm. 49 personer dödas, + 59 sjömän på Stora sjöarna [16].

### December
- 16 december – En snöstorm härjar i Minnesota, USA [17].

## Födda
- 8 februari – Richard Lindzen, amerikansk fysiker och meteorolog.

## Avlidna
- 21 april – Robert M. Losey, amerikansk meteorolog, det första amerikanska militära dödsoffret i andra världskriget.
- 22 juni – Wladimir Köppen, tysk-rysk meteorolog, klimatolog och botaniker.
- 27 september – Robert Frederic Stupart, kanadensisk meteorolog.
- 8 oktober – Robert Emden, schweizisk astrofysiker och meteorolog.

### Fotnoter
1. ↑  ”Zakład Klimatologii - Uniwersytet Jagielloński, Kraków”. Klimat.geo.uj.edu.pl. Arkiverad från originalet den 29 maj 2010. https://web.archive.org/web/20100529040418/http://www.klimat.geo.uj.edu.pl/tematyczne/rekordyklimatyczne/polska.htm. Läst 20 augusti 2010.
2. ↑  ”Website of the Hungarian Meteorological Service”. Met.hu. Arkiverad från originalet den 14 augusti 2009. https://web.archive.org/web/20090814234808/http://www.met.hu/omsz.php?almenu_id=climate&pid=climate_Hw&pri=4. Läst 20 augusti 2010.
3. ↑  Baglasov Andrey, Belov Alexandr, Sinitsa Valentina, Bychenkov Alexandr. ”Department of Hydrometeorology”. Pogoda.by. http://www.pogoda.by/. Läst 20 augusti 2010.
4. ↑  ”EMHI”. Emhi.ee. 11 augusti 1992. http://www.emhi.ee/index.php?ide=6,747,748. Läst 20 augusti 2010.
5. ↑  20:e århundrades När Var Hur - 1940, Bernt Himmelstedt, Forum, 1999
6. ↑  ”KMI (Belgian Royal Meteorological Institute) site”. Arkiverad från originalet den 24 mars 2012. https://web.archive.org/web/20120324135911/http://www.kmi.be/meteo/view/nl/1119603-Januari.html. Läst 3 februari 2011.
7. ↑  ”Extreme weather”. Met Office. Arkiverad från originalet den 29 december 2010. https://web.archive.org/web/20101229172517/http://www.metoffice.gov.uk/climate/uk/extremes/index.html. Läst 20 augusti 2010.
8. ↑  SMHI
9. ↑  SMHI
10. ↑  SMHI
11. 1 2  ”Arkiverade kopian”. Arkiverad från originalet den 22 juni 2010. https://web.archive.org/web/20100622121311/http://climate.umn.edu/pdf/ice_storms_in_minnesota.pdf. Läst 15 februari 2011.
12. ↑  SMHI
13. ↑  Masters, Jeff (7 augusti 2010). ”National heat records set in 2010”. Weather Underground. Arkiverad från originalet den 20 augusti 2010. https://web.archive.org/web/20100820002618/http://www.wunderground.com/blog/JeffMasters/comment.html?entrynum=1569. Läst 4 februari 2011.
14. ↑  MET
15. ↑  MET
16. ↑  Famous Minnesota Winter Storms (Listed Chronologically) Arkiverad 7 januari 2009 hämtat från the Wayback Machine.
17. ↑  ”Arkiverade kopian”. Arkiverad från originalet den 15 december 2010. https://web.archive.org/web/20101215013148/http://climate.umn.edu/pdf/day_in_weather_history/december_wx_history.pdf. Läst 16 februari 2011.